# 庙岩洞穴遗址
庙岩洞穴遗址位于中国广西壮族自治区桂林市雁山区雁山镇李家塘村庙山南麓，是一处史前时期洞穴遗址。洞口高13米，洞内面积约为100平方米。1998年列为第六批桂林市级文物保护单位。
1988年曾对该岩洞内50平方米进行试掘，出土烧坑遗址一处；人骨2具，其中一具较为完整，为屈肢蹲葬；石器390余件，石料包括砂岩、石英岩、流纹岩、硅质岩、碳质板岩、紫红色砂岩等，类型包括石核、石片、石锤、石砧、砍砸器、刮削器、穿孔器等，制法上采用单向锤击，多保留自然面；骨器21件；角器20件；蚌器少量和夹砂粗陶陶片数块；众多石料和大量螺、蚌、兽骨等。年代距今约1.2—1.7万年，早于甑皮岩遗址，或为研究旧石器时代向新石器时代过渡的典型遗址。